# اچ‌نوام‌اس ترودوانگ
اچ‌نوام‌اس ترودوانگ (به انگلیسی: HNoMS Thrudvang) یک کشتی بود که طول آن ۶۰٫۸۸ متر (۱۹۹ فوت ۹ اینچ) بود. این کشتی در سال ۱۸۶۹ ساخته شد.